# WordPerfect
WordPerfect est un logiciel de traitement de texte détenu par la société Corel.
Il est à l'origine dévelopé sous contrat à l'université Brigham-Young pour tourner sur des ordinateurs Data General à la fin des années 1970. Les auteurs conservent les droits et fondent en 1979 la société Satellite Software International (SSI) à Orem dans l'Utah puis vendent la première version du programme en mars 1980 sous le nom SSI*WP. Le programme est porté sur MS-DOS sous le nom WordPerfect en 1980. Satellite Software International change son nom en WordPerfect Corporation en 1985 puis est vendue à Novell en 1994 qui revend le logiciel à Corel en 1996.
Au sommet de sa popularité vers la fin des années 1980 et au début des années 1990, il était considéré de facto comme le traitement de texte standard, mais il a été depuis éclipsé dans les ventes par Microsoft Word. Bien que les versions DOS et Windows soient les plus connues, WordPerfect était disponible pour une grande variété d'ordinateurs et de systèmes d'exploitation, incluant Mac OS, Linux, l'Apple IIe et l'Apple IIgs, les versions les plus populaires d'Unix, VMS, Data General, System/370, AmigaOS, Atari ST et OS/2. 
La plus importante différence avec son concurrent de chez Microsoft est la possibilité d'afficher tous les codes de formatage du texte, ce qui n'est pas le cas avec Word. Cette fenêtre de codes peut elle aussi être formatée : police, couleurs de fond et de caractères, définis par l'utilisateur selon ses préférences. Corel ne développe plus WordPerfect pour MacOS depuis 2000. 

## Versions
| Année | Data General | DOS  | Apple II     | Amiga | VAX/VMS     | Macintosh   | NeXT  | Windows           | Unix | Linux | Java                 |
| ----- | ------------ | ---- | ------------ | ----- | ----------- | ----------- | ----- | ----------------- | ---- | ----- | -------------------- |
| 1980  | 1.0          |      |              |       |             |             |       |                   |      |       |                      |
| 1981  |              |      |              |       |             |             |       |                   |      |       |                      |
| 1982  | 2.0          | 2.2  |              |       |             |             |       |                   |      |       |                      |
| 1983  |              | 3.0  |              |       |             |             |       |                   |      |       |                      |
| 1984  |              | 4.0  |              |       |             |             |       |                   |      |       |                      |
| 1985  |              | 4.1  | 1.0          |       |             |             |       |                   |      |       |                      |
| 1986  |              | 4.2  | 1.1 / 2.0    |       |             |             |       |                   |      |       |                      |
| 1987  |              |      |              | 4.1   | 4.1         |             |       |                   |      |       |                      |
| 1988  | 4.2          | 5.0  |              |       | 4.2, Office | 1.0 - 1.0.7 |       |                   | 4.2  |       |                      |
| 1989  | ?            | 5.1  | 2.1e (final) |       | 5.0         |             |       |                   |      |       |                      |
| 1990  |              |      |              |       |             | 2.0         |       |                   |      |       |                      |
| 1991  |              |      |              |       |             |             | 1.0.1 | 5.1               |      |       |                      |
| 1992  |              |      |              |       |             | 2.1         |       | 5.2               | 5.1  |       |                      |
| 1993  |              | 6.0  |              |       |             | 3.0         |       | 6.0               |      |       |                      |
| 1994  |              | 5.1+ |              |       |             | 3.1         |       | 5.2+, 6.1         | 6.0  |       |                      |
| 1995  |              | 6.1  |              |       |             | 3.5         |       |                   |      |       |                      |
| 1996  |              |      |              |       |             |             |       | 7.0 (32-bit)      |      | 6.0   |                      |
| 1997  |              | 6.2  |              |       |             | 3.5e        |       | 8.0, 7.0 (16-bit) |      |       | WordPerfect for Java |
| 1998  |              |      |              |       |             |             |       |                   |      | 7.0   |                      |
| 1999  |              |      |              |       |             |             |       | 9.0 *             |      | 8.1   |                      |
| 2000  |              |      |              |       |             |             |       |                   |      | 9.0   |                      |
| 2001  |              |      |              |       |             |             |       | 10.0 *            |      |       |                      |
| 2003  |              |      |              |       |             |             |       | 11.0 *            |      |       |                      |
| 2004  |              |      |              |       |             |             |       | 12.0 *            |      |       |                      |
| 2006  |              |      |              |       |             |             |       | X3 *              |      |       |                      |
| 2008  |              |      |              |       |             |             |       | X4 *              |      |       |                      |
| 2010  |              |      |              |       |             |             |       | X5 *              |      |       |                      |
| 2012  |              |      |              |       |             |             |       | X6 *              |      |       |                      |
| 2014  |              |      |              |       |             |             |       | X7 *              |      |       |                      |
| 2016  |              |      |              |       |             |             |       | X8 *              |      |       |                      |
| 2018  |              |      |              |       |             |             |       | X9 *              |      |       |                      |

(*Fait partie de WordPerfect Office)